# Deltochilum barbipes
Deltochilum barbipes är en skalbaggsart som beskrevs av Bates 1870. Deltochilum barbipes ingår i släktet Deltochilum och familjen bladhorningar. Inga underarter finns listade i Catalogue of Life.